# Delfimeus intricatus
Delfimeus intricatus is een insect uit de familie van de mierenleeuwen (Myrmeleontidae), die tot de orde netvleugeligen (Neuroptera) behoort. 
Delfimeus intricatus is voor het eerst wetenschappelijk beschreven door Hölzel in 1972.